# Theory of Computing Systems
Theory of Computing Systems est une revue scientifique à évaluation par les pairs qui publie des articles dans tous les domaines de l'informatique théorique et ses domaines connexes. La revue a été créée en 1967 sous le nom de Mathematical Systems Theory ; elle prend son nom actuel en 1990 avec le volume 30. Elle est publiée par Springer Verlag.

## Description
De 1967 à 1989 sous le nom de  Mathematical Systems Theory et depuis 1997 et le volume 30 en 1997 sous son titre actuel, la revue publie des recherches originales dans tous les domaines de l'informatique théorique, tels que la complexité de calcul, les algorithmes et les structures de données, ou les algorithmes et architectures parallèles et distribués,.
La fréquence de publication a beaucoup varié au fil des ans ; au début 1 volume annuel de 4 numéros, puis un volume sur 2 ans ; à partir de 1967, 1 volume annuel de 4 numéros, puis de 6 numéros ; puis 2 volumes par an et enfin 1 volume de 8 numéros. 

## Résumés et indexation
La revue est indexée par les bases de données usuelles des périodiques de Springer. Le facteur d'impact est de 0,51 pour 2019 sur www.scimagojr.com ; la page de la revue donne 0,497 pour l'année 2019.